# Lucio Massari

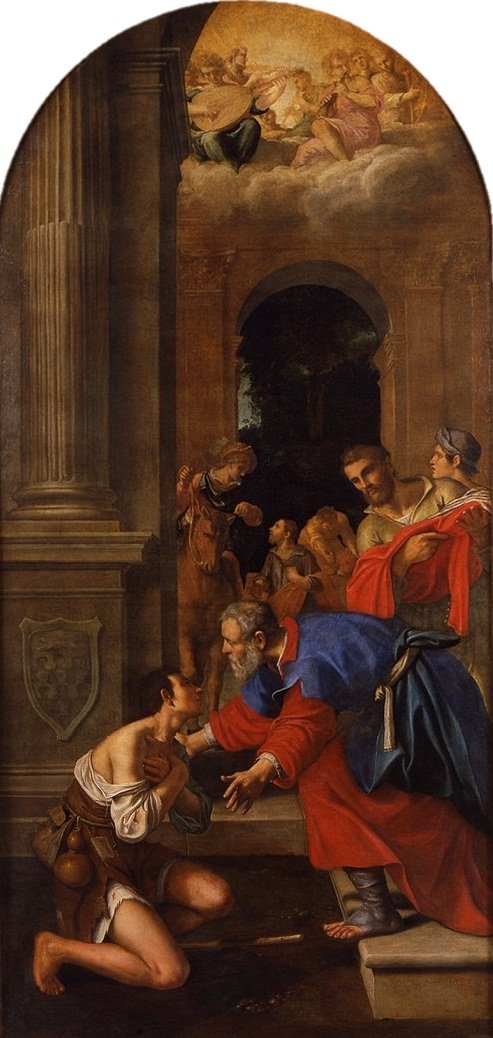
Regreso del hijo pródigo, Pinacoteca Nacional de Bolonia.

Lucio Massari (Bolonia, 1569-Bolonia, 1633) fue un pintor italiano del primer Barroco, activo principalmente en su ciudad natal.

## Biografía
Se formó en el taller de Bartolomeo Passerotti, del que adquirió un estilo naturalista y cercano al último manierismo. También fue decisiva la influencia de Bartolomeo Cesi, artista muy cercano al espíritu del Alto Renacimiento, que tuvo gran importancia en el arte de Massari.
A la muerte de Passerotti (1592), Lucio se acercó a la órbita de influencia de los Carracci, atraído sobre todo por los hermanos Annibale y Agostino. Esta influencia se puede observar en sus frescos del Oratorio de San Colombano (1600), especialmente en la Crucifixión, de una simetría arcaizante.
En obras posteriores, como Virgen con santos de Santa Maria dei Poveri, aunque el dibujo es muy cercano a Annibale Carracci, Massari mira directamente hacia el clasicismo de Rafael. Sus contribuciones en la decoración del claustro de San Michele in Bosco le deben mucho a Ludovico Carracci, aunque los fondos arquitectónicos de cada escena parecen augurar sus posteriores contactos con Domenichino.
Un viaje a Roma (1610), bajo la protección del Cardenal Facchinetti, refuerza las convicciones clasicistas de Massari. Allí pudo admirar los frescos que Domenichino realizó en la Abadía de Grotaferrata (Encuentro de San Nilo y el emperador Otón III y Construcción de la Iglesia Abacial, 1609-1610). Su trabajo en la Certosa di Galluzzo, completando la obra que Bernardino Poccetti dejó inconclusa en 1597, muestra ya un clasicismo extremo, de gran claridad compositiva y excelente ejecución.
Regresó a Bolonia en 1614, para volver a marcharse con Francesco Albani para trabajar en Mantua. Parece que en esta etapa de su vida abandonó casi totalmente la pintura para dedicarse a disfrutar de la buena vida.
Entre sus alumnos cabe citar a Sebastiano Brunetti, Antonio Randa y Bonaventura Bisi.

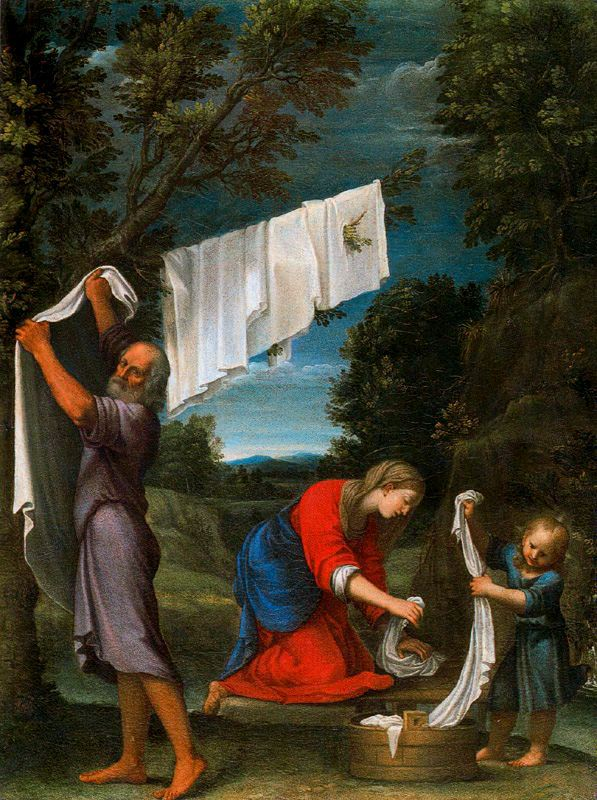
Sagrada Familia, Uffizi, Florencia.

## Obras destacadas
- Frescos del Oratorio de San Colombano, Bolonia (1600)
- Virgen con santos (1603, Santa Maria dei Poveri, Bolonia)
- Frescos de San Michele in Bosco, Bolonia (1604)
- Visitación (1607, Santa Caterina, Bolonia)
- Triunfo de David (Galleria Pallavicini, Roma)
- Frescos de la Capilla de las Reliquias en la certosa di Galluzzo (1612). Comenzados por Bernardino Poccetti, y terminados por Massari.
  - Martirio de San Lorenzo
  - Martirio de San Esteban
  - Matanza de los Inocentes
- Retablo (Santa Maria in Guadi, San Giovanni in Persiceto)
- Entierro de Cristo (Museum of Fine Arts, Boston)
- Sagrada Familia (Uffizi, Florencia)